# 华大智造
深圳华大智造科技股份有限公司（上交所：688114，简称：华大智造）是一家生命科技核心工具提供者，公司主要专注于生命科学与生物技术领域，主营业务是仪器设备、试剂耗材等相关产品的研发、生产和销售。
公司成立于2016年，总部位于中国大陆深圳市。它为生命科学和医疗保健行业开发基因测序系统和其他技术产品。截至2023年12月31日，公司拥有2860名员工，其中研发人员占比约33.4%，

## 外部連結
官方网站 （页面存档备份，存于）